# Oeraluil
De oeraluil (Strix uralensis) is een vrij grote vogel uit de familie van de uilen (Strigidae). De soort is kleiner dan de verwante laplanduil, maar veel groter dan de eveneens verwante bosuil.

## Kenmerken
Deze uil is 50 tot 62 cm lang en heeft een spanwijdte van 124 tot 134 cm. Het vrouwtje is gemiddeld groter en zwaarder (0,57 tot 1,3 kilogram)  dan het mannetje (0,5 tot 0,95 kg). Het is een middelgrote uil, groter dan de bosuil maar kleiner dan de laplanduil. De uil is betrekkelijk licht van kleur, met een grote ronde kop en donkere ogen waardoor de indruk van een "vriendelijk gezicht" ontstaat. De vleugels missen een uitgesproken patroon zoals bij de laplanduil die lichte vlekken heeft. De vlucht is krachtig en doelgericht en lijkt op die van de buizerd. De staart is vrij lang, wigvormig en gelijkmatig gebandeerd. 
De ondersoorten verschillen onderling niet zo veel in verenkleed, S. u. liturata is donkerder, net als S. u. macroura, die ook groter is, terwijl S. u. fuscescens weer gemiddeld kleiner is en S. u.  japonica is weer heel licht.

## Leefwijze
Deze vogel maakt gebruik van holle bomen en verlaten roofvogelnesten en jaagt op vogels, kikkers en kleine zoogdieren.

## Verspreiding en leefgebied
De oeraluil is wijdverspreid in het noorden van Europa en Azië. Het gebied waar de soort voorkomt strekt zich uit van Sachalin, Japan en Korea in het oosten tot Scandinavië in het westen. Het is een vogel van de taiga die over het algemeen niet veel noordelijker voorkomt dan 65 graden noorderbreedte. Binnen dit verspreidingsgebied worden elf ondersoorten onderscheiden:
- S. u. macroura: centraal en zuidoostelijk Europa (IJstijdrelictpopulaties).
- S. u. liturata: van noordelijk Polen en Scandinavië tot noordwestelijk Rusland.
- S. u. uralensis: van oostelijk Europees Rusland tot westelijk Siberië.
- S. u. yenisseensis: van centraal en noordoostelijk Siberië tot het noordwestelijk Mongools plateau.
- S. u. daurica: van zuidoostelijk en Midden-Siberië en noordoostelijk Mongolië tot westelijk en het westen en noorden van Mantsjoerije.
- S. u. nikolskii: het zuidoosten van Siberië, Sachalin, noordoostelijk China en Korea.
- S. u. japonica: de zuidelijk Koerilen en Hokkaido.
- S. u. hondoensis: noordelijk Honshu.
- S. u. momiyamae: centraal Honshu.
- S. u. fuscescens: westelijk en zuidelijk Honshu.
- S. u. davidi (Pater Davids bosuil): Midden-China

Het leefgebied bestaat uit de bossen uit de taigagordel en net zuidelijk daarvan, gemengd bos met open plekken, moerassen en stukjes akkerland. De uil wordt vaak aangetroffen in de buurt van menselijke nederzettingen, maar ook in beukenbos in heuvel- en bergland.

## Status
De grootte van de wereldpopulatie wordt geschat op 0,6-1,0 miljoen volwassen individuen. Men veronderstelt dat de soort in aantal stabiel is. Om deze redenen staat de oeraluil als niet bedreigd op de Rode Lijst van de IUCN.